# Christina Regina von Birchenbaum
Christina Regina von Birchenbaum var en finsk-svensk poet. Hon betraktas som Finlands första kvinnliga poet, och den första som skrev på svenska. 
Hon anses vara författaren till ”Een annor Ny wijsa” från 24 juli 1651. Poemet handlar om en kvinna under trettioåriga kriget. Det trycktes i Nylänningen 1896. Hon var enligt uppgift gift med major Axel Paulj Liljenfeldt.